# Strigoderma villosula
Strigoderma villosula är en skalbaggsart som beskrevs av Blanchard 1851. Strigoderma villosula ingår i släktet Strigoderma och familjen Rutelidae. Inga underarter finns listade i Catalogue of Life.